# У Сонні є шанс
У Сонні є шанс (англ. Sonny with a Chance) — американський ситком, який транслювався на Disney Channel з 8 лютого 2009 року по 2 січня 2011 року.
В Україні серіал транслювався на Disney Channel.

## Сюжет
Мрія Сонні здійснюється, коли її запрошують у Голлівуд стати акторкою улюбеного скетч-шоу «Всього потроху!». І Сонні доведеться співпрацювати з самовпевненою Тоні Гарт, друзями Ніко та Грейді, та дивакуватою дівчинкою Зорою. А також, ділити один знімальний майданчик з найголовнішими конкурентами шоу — акторами серіалу «Маккензі Фолз».

## У ролях

### Головні персонажі
- Демі Ловато — Сонні Монро
- Тіфані Торнтон — Тоні Гарт
- Стерлінг Найт — Чед Ділан Купер
- Брендон Майкл Сміт — Ніко Гарріс
- Даг Брошу — Грейді Мітчел
- Еллісон Ешлі Арм — Зора Ланкастер

### Другорядні персонажі
- Майкл Кострофф — Маршал Пайк
- Ненсі МакКеон — Конні Монро
- Деніел Робак — пан Кондор
- Джи Ханнеліус  — Дакота Кондор

## Епізоди
| Сезон | Сезон | Епізоди | Оригінальні покази | Оригінальні покази | Оригінальні покази українською | Оригінальні покази українською |
| Сезон | Сезон | Епізоди | Прем'єра           | Фінал              | Прем'єра                       | Фінал                          |
| ----- | ----- | ------- | ------------------ | ------------------ | ------------------------------ | ------------------------------ |
|       | 1     | 21      | 8 лютого 2009      | 22 листопада 2009  |                                |                                |
|       | 2     | 25      | 14 березня 2010    | 2 січня 2011       | жовтень 2010                   | червень 2011                   |

## Продовження
12 листопада 2010 року було повідомлено, що шоу продовжено на третій сезон, але уже без участі Демі Ловато, у зв'язку з її проблемами зі здоров'ям. Серіал тепер буде детальніше розповідати про саме шоу Всього потроху!, де будуть показані скетчі, музичні виступи тощо. Зйомки третього сезону розпочались 30 січня 2011 року.
Третій сезон перетворився на самостійне шоу «Всього потроху!», а також було змінено його формат.

## Інформація про дубляж
Другий сезон серіалу було дубльовано студією LeDoyen на замовлення Disney Character Voices International.

### Ролі дублювали
- Оксана Поліщук — Сонні Монро
- Єлизавета Кучеренко — Тоні Гарт
- Михайло Федорченко — Чед Ділан Купер
- Андрій Федінчик — Ніко Гарріс
- Максим Білоногов — Грейді Мітчел
- Єлизавета Марченко — Зора Ланкастер
- та інші